# Pietro Aschieri
Pietro Aschieri (Roma, 26 marzo 1889 – Roma, 11 marzo 1952) è stato un ingegnere e architetto italiano.

Istituto per i ciechi di guerra

Fu uno dei progettisti più in vista a Roma tra le due guerre, influenzando fortemente l'ambiente architettonico.

## Biografia
Di formazione accademica, accolse nel proprio stile elementi formali del Movimento Moderno, rappresentando quindi un tentativo di compromesso nell'alternativa tra razionalismo e monumentalismo.
Dopo aver partecipato alla prima guerra mondiale, iniziò la sua carriera professionale partecipando ai più importanti concorsi di architettura tra gli anni venti e trenta usando un linguaggio eclettico, a volte con accenni classicisti (monumento ai Caduti di Bologna, 1923) e altre volte con allusioni alla Secessione viennese (progetto per il Monumento Ossario ai Caduti al Verano) o futuristiche come nel progetto di concorso per il nuovo "quartiere dell'artigianato" in Roma (1926). Quest'ultimo progetto, a causa dell'uso di elementi architettonici insoliti, quasi espressionisti e nonostante l'impianto simmetrico, gli valse l'invito a esporre al Werkbund di Stoccarda.

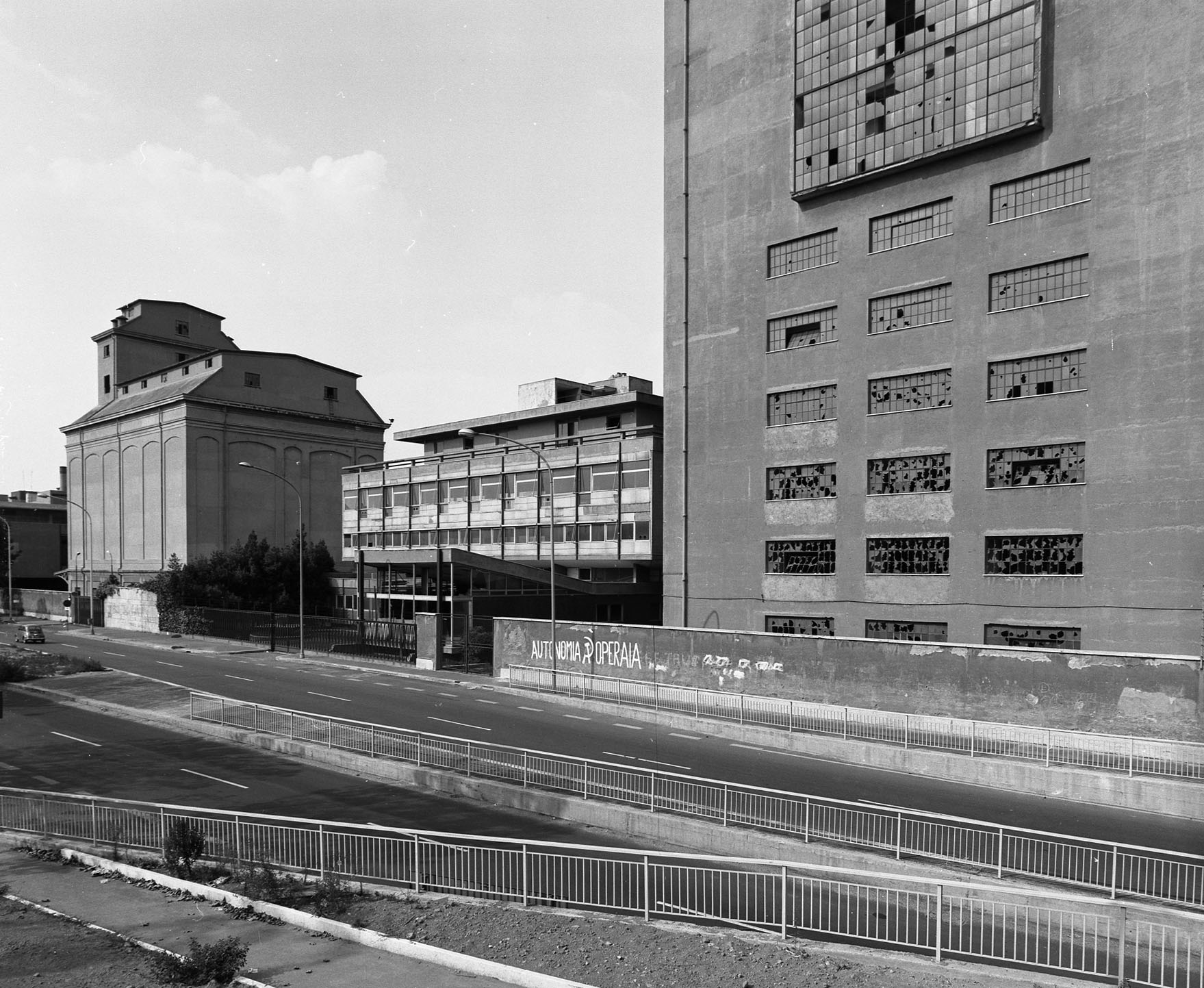
Il pastificio Pantanella di via Casilina, opera di Pietro Aschieri e Vittorio Ballio Morpurgo

Nel 1927 aderì al MIAR (Movimento italiano per l'architettura razionale), che si proponeva di introdurre in Italia il Movimento Moderno internazionale. In effetti alcune opere del periodo mostrano una certa semplicità formale, chiarezza d'impianto, elementi vernacolari (casette-modello I.A.C.P. nel quartiere Garbatella, 1929) e un forte geometrismo compositivo (pastificio Pantanella a Porta Maggiore, 1929). Tale approccio progettuale mostra come Aschieri abbia tentato una mediazione fra le geometrie elementari tipiche delle esperienze italiane che si richiamavano al movimento moderno (sia pure sottoposte ad un trattamento decorativo delle superfici) e le esigenze simboliche e monumentali proprie della cultura architettonica più accademica. Questo lo avvicina al tardo espressionismo tedesco e alle esperienze del movimento "Novecento" di origine milanese di cui alcuni critici lo ritengono esponente.

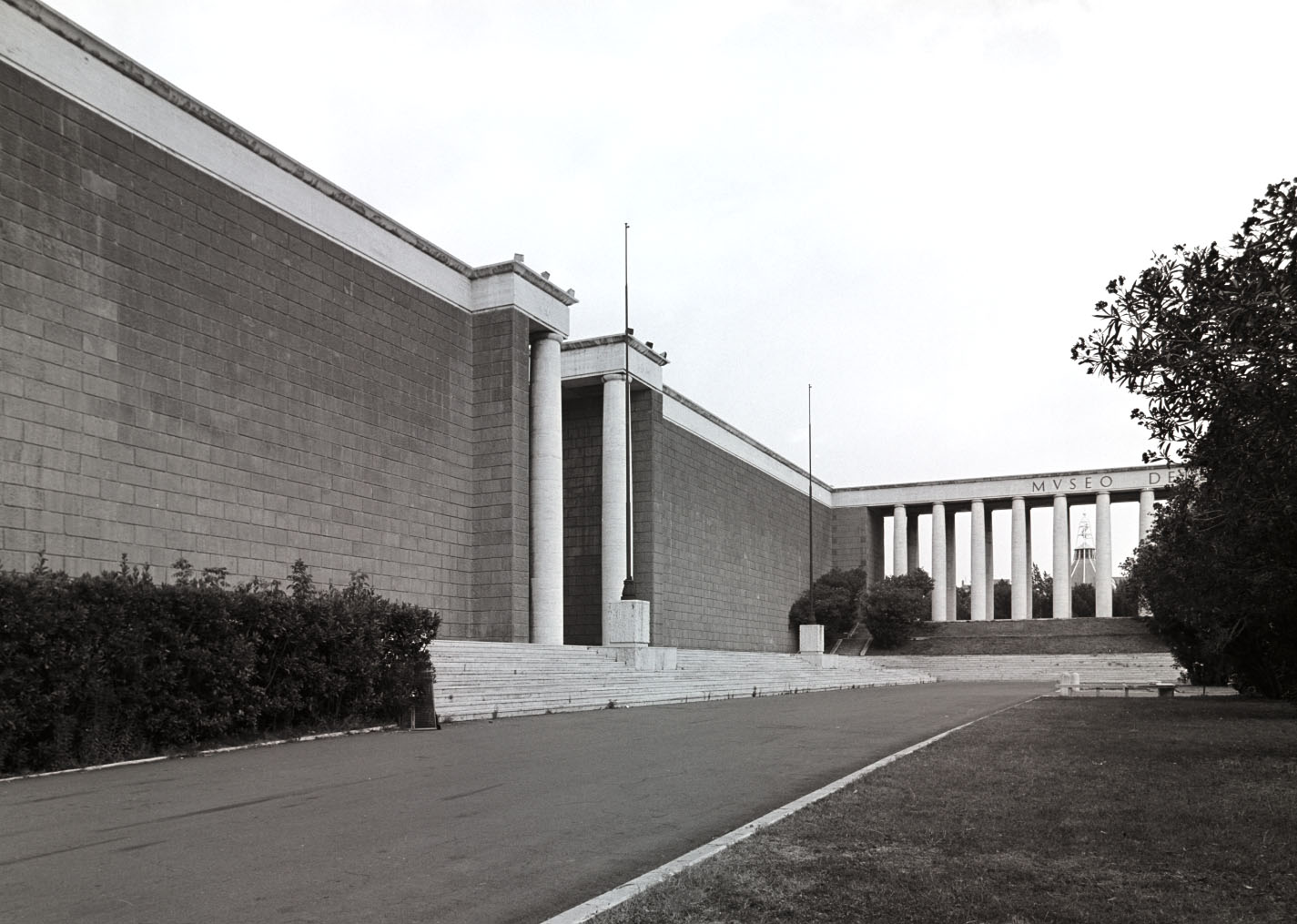
Il Museo della civiltà romana

Negli anni trenta costruì a Roma diversi complessi di abitazione tra cui la palazzina de' Salvi in piazza della Libertà (1930) che si può considerare la sua migliore opera nel campo dell'architettura residenziale.
Le sue opere più importanti degli anni trenta furono la Casa di lavoro per ciechi di guerra di Roma (1931), l'Istituto di statistica e l'Istituto di chimica alla città universitaria di Roma (1934). Insieme al progetto di concorso per la stazione marittima di Napoli costituiscono il punto di maggior vicinanza al razionalismo. Al contrario i concorsi per gli edifici dell'EUR, tra cui il Museo della civiltà romana rappresentarono un ripiegamento su posizioni di monumentalismo eclettico. 

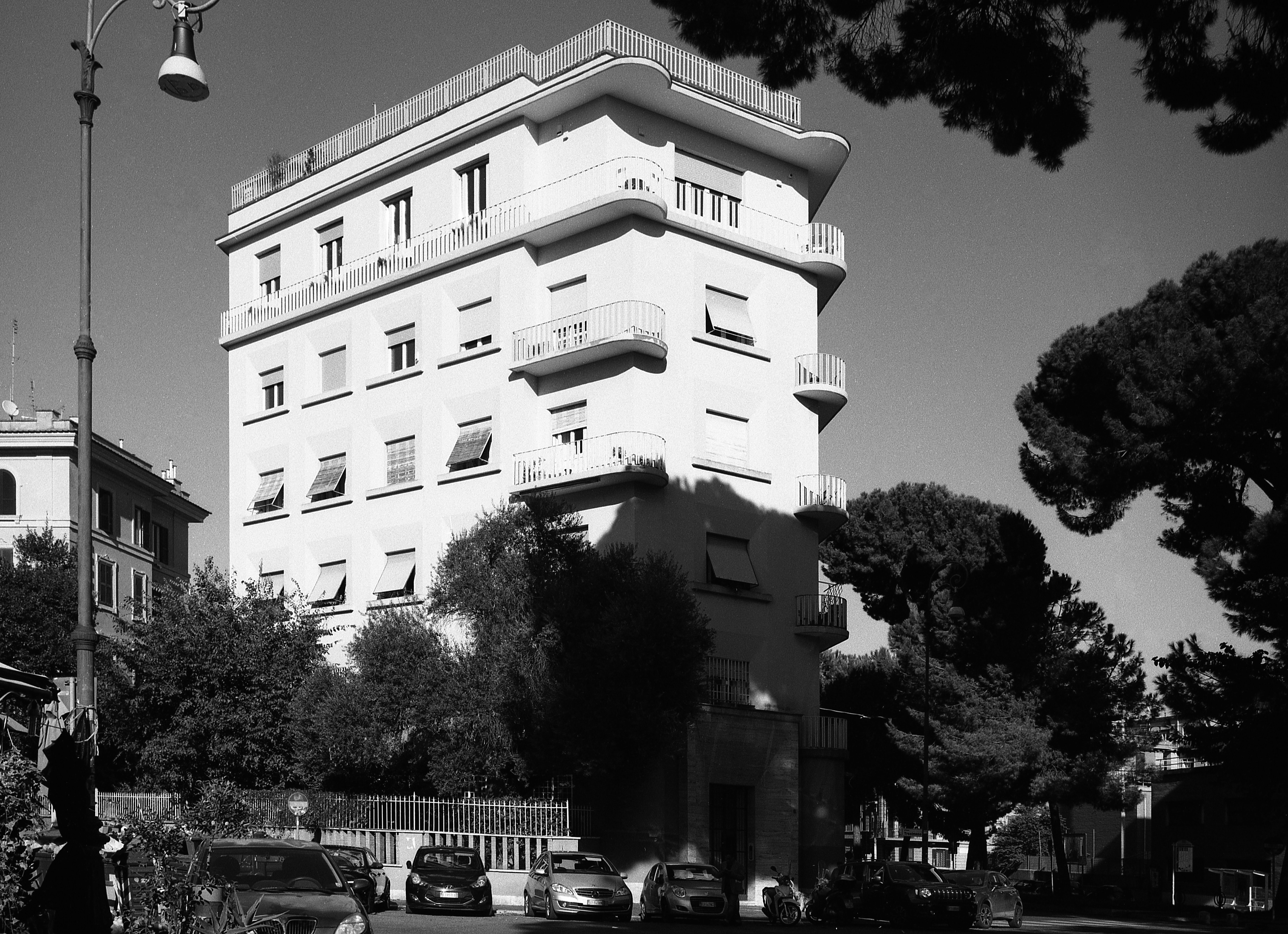
Palazzo a piazza Trasimeno Roma (1930)

Svolse anche un'intensa attività come scenografo per la quale si ricordano, le scene e i costumi per i film Nerone (1922) e Scipione l'Africano (1937) oltre che prestigiosi allestimenti di opere liriche. Insegnò infatti scenografia al Centro sperimentale di cinematografia dal 1935 al 1937 e poi alla facoltà di architettura dell'Università degli Studi di Roma "La Sapienza".

## Archivio

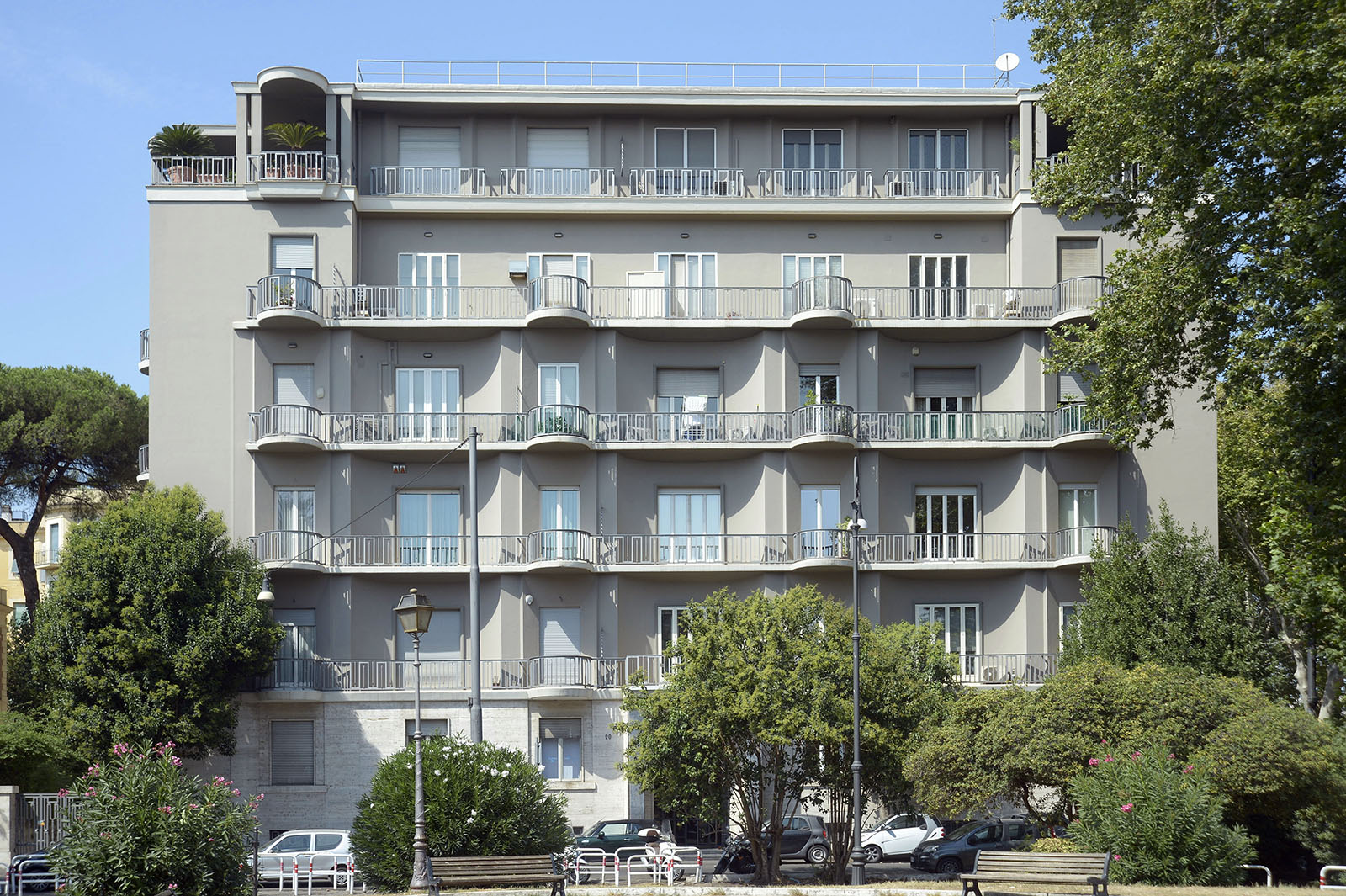
Casa de' Salvi

L'archivio di Pietro Aschieri è attualmente conservato e consultabile presso l'Accademia nazionale di San Luca. Il fondo è costituito da 9 cartelle con schizzi e disegni, 68 tavole, 9 schizzi incorniciati; 10 faldoni contenenti copie di disegni, corrispondenza, relazioni, documenti personali e materiale a stampa; 5 album di fotografie, schizzi e ritagli di giornale, circa 1200 fotografie; 4 scatole di pellicole e lastre fotografiche.